# Der Räuber Hotzenplotz (1974)
Der Räuber Hotzenplotz ist ein deutscher Kinderfilm aus dem Jahr 1974. Er basiert auf dem Buch Der Räuber Hotzenplotz von Otfried Preußler. 1979 entstand die Fortsetzung Neues vom Räuber Hotzenplotz; weitere Verfilmungen von Der Räuber Hotzenplotz wurden 2006 und 2022 veröffentlicht.

## Handlung
In dem Städtchen Eschenbach treibt der gefürchtete Räuber Hotzenplotz, der in einer Räuberhöhle mitten im Wald haust, sein Unwesen. Der Unhold raubt am liebsten Kartoffeln und Schnupftabak. Die Bevölkerung von Eschenbach setzt auf den Wachtmeister Dimpfelmoser. Dieser würde den Räuber Hotzenplotz nur zu gern verhaften, doch er behauptet, wichtigere Pflichten zu haben. In Wahrheit hat er jedoch Angst, da der Räuber 10 mal schlauer als die Polizei ist, und niemand weiß, wo sein Unterschlupf ist. Eines Tages überfällt Hotzenplotz Kasperls Großmutter und beraubt sie ihrer Kaffeemühle, die „Alles neu macht der Mai“ spielt. Kasperl und sein Freund Seppel wollen den Räuber fangen, indem sie eine Kiste mit "Vorsicht Gold!" beschriften; in der Kiste befindet sich aber nur Sand, der durch ein Löchlein austreten soll, sobald ein Holzstück, das das Loch verstopft und so das vorzeitige Austreten des Sandes verhindert, gezogen wird, und eine Spur hinterlässt. Kasperl und Seppel machen sich mit der Kiste auf den Weg in den Wald, wo sie – wie beabsichtigt – vom Räuber Hotzenplotz überfallen werden. Zunächst läuft alles wie geplant, doch in der Räuberhöhle muss Hotzenplotz feststellen, dass er angeschmiert wurde. Hotzenplotz sinnt auf Rache und legt eine zweite Spur, die Kasperl und Seppel getrennt voneinander verfolgen. Seppel wird von Hotzenplotz mit einem Schuss aus der Pfefferpistole ins Gesicht getroffen und in die Räuberhöhle verschleppt. Kasperl wird in eine Fallgrube gelockt, in einen Sack gestopft und gerät ebenfalls in die Gefangenschaft von Hotzenplotz. Die beiden Freunde hatten aber zuvor ihre Hüte getauscht, weshalb der Räuber glaubt, dass Kasperl der Seppel sei und umgekehrt. Er verkauft den vermeintlichen Seppel (also Kasperl) für einen Sack Schnupftabak der Marke "Nasentrost" an den großen und bösen Zauberer Petrosilius Zwackelmann, der ihn zu seinem Dienstboten wider Willen macht und zum Kartoffelschälen verdonnert (denn der Zauberer kann alles zaubern, nur nicht die Schalen von Kartoffeln, die er so gerne isst, entfernen), während Seppel als Kasperl verkleidet für den Räuber in der Höhle eine Gans rupfen und braten, Haferflocken zubereiten, mit der Kaffeemühle spielen und Stiefel putzen muss.
Eines Tages will Zwackelmann einen Kollegen in Buxtehude besuchen, um mit ihm 17 und 4 zu spielen. Vorher zaubert er 6 Körbe ungeschälter Kartoffeln herbei, die Kasperl schälen und zu Bratkartoffeln verarbeiten soll. Andere Arbeiten wie Holz zersägen, die Böden schrubben und im Kräutergarten die Beete umstechen erlässt der Zauberer Kasperl, da der Zauberer in Eile ist und Kasperl sich die Arbeiten nicht merken kann. Als der Zauberer ausgeflogen ist, läuft Kasperl vom Kartoffelschälen davon und stärkt sich stattdessen in Zwackelmanns Speisekammer mit Würsten und sauren Gurken. Beim Untersuchen des Schlosses findet er einen Pfuhl, in dem die Fee Amaryllis gefangen gehalten wird. Sie gibt ihm den entscheidenden Tipp zum Verlassen des Schlosses. Der Zauberer hatte einst die gute Fee Amaryllis in eine Unke verwandelt.
Als Zwackelmann nachhause kommt, findet er weder seine Bratkartoffeln noch Kasperl vor. Bald entdeckt der böse Zauberer, dass Kasperl seinen Hut im Schlossgarten zurückgelassen hat, sodass der Bannkreis seine Wirkung verliert. Mit dem Seppelhut zaubert Zwackelmann den Hutbesitzer (Seppel) in sein Schloss und stellt überraschend fest, dass es sich nicht um seinen ausgerissenen Dienstboten handelt. Seppel klärt den Zauberer über den Hutwechsel auf. Wütend zaubert der Zauberer den Räuber Hotzenplotz herbei, da Seppel den Stiefel des Räubers dabei hat, den er putzen sollte. Es kommt schließlich zu einem kleinen Handgemenge, das der Zauberer für sich entscheiden kann. Zwackelmann verwandelt den Räuber Hotzenplotz infolgedessen in einen Gimpel und sperrt ihn in einen Käfig. Seppel hat Angst, nun auch in einen Vogel verwandelt zu werden, doch er wird nur in die Küche zum Kartoffelschälen geschickt.
Kasperl gelingt es inzwischen, Amaryllis rechtzeitig das Feenkraut zu bringen, das auf der geheimnisvollen Hohen Heide unter einer alten Wetterfichte wächst. Damit gelingt es, den Zauber aufzuheben und die Unke wieder in die Fee Amaryllis zurückzuverwandeln. Aus Schreck fällt der böse Zauberer in den Unkenpfuhl und stirbt. Als Kasperl Seppel findet, fallen sich die zwei Freunde in die Arme. Nach dem Verlassen des Schlosses lässt die Fee dieses vollständig einstürzen.
Die Fee schenkt Kasperl und Seppel zum Dank einen Wunschring, mit dem sie drei Wünsche frei haben und kehrt heim ins Feenreich. Auf dem Weg nach Hause wünschen sie sich Großmutters Kaffeemühle herbei und beschaffen eine neue Zipfelmütze für Kasperl. In Eschenbach fordert der Wachtmeister Dimpfelmoser die Bewohner des Städtchens gerade auf, sich an der Suche nach Kasperl und Seppel zu beteiligen, als die zwei Freunde heil und gesund zurückkehren und der überglücklichen Großmutter um den Hals fallen. Dimpfelmoser ist wütend, dass Kasperl und Seppel solange weg waren, doch die beiden haben ein Geschenk für den Wachtmeister. In Dimpfelmosers Amtsstube wird der Gimpel wieder in den Räuber Hotzenplotz verwandelt, Dimpfelmoser erholt sich schnell von der Überraschung und nimmt Hotzenplotz nach kurzer Verfolgung fest. Kasperl und Seppel bekommen vom Bürgermeister eine Wurstkette umgelegt, später sitzen die beiden mit Großmutter zuhause und essen Pflaumenkuchen mit Schlagsahne, während der im Gefängnis sitzende Hotzenplotz an Fluchtplänen arbeitet.

## Filmdreh
Gedreht wurde der Film in der mittelfränkischen Gemeinde Wolframs-Eschenbach. Im Abspann des Films wird die Bevölkerung des Ortes als Darsteller genannt und der Name „Eschenbach“ wird im Film auch namentlich erwähnt.
Weitere Drehorte waren die Stadtmauer in Merkendorf und das Altenmuhrer Schloss in Muhr am See.
Die Handlung wird durch eine fünfköpfige Spielmannsgruppe, dargestellt von der Münchner Songgruppe, musikalisch begleitet. Die restliche Musik wurde auf Synthesizern, die damals noch recht neu waren, eingespielt.

## Trivia
Als die Fee Amaryllis dem Kasperl den Weg zum Feenkraut beschreibt, verrät sie ihm auch, wie er Zwackelmanns Zauberbann überwinden kann, der eine Flucht aus dem Schloss unmöglich macht: Er soll eines seiner Kleidungsstücke im Schloss zurücklassen, dann könne er gehen, wohin er wolle. Kasperl lässt daraufhin seinen bzw. Seppels Hut im Schloss zurück und kann ungehindert entkommen. Allerdings hatte er bei seinem ersten, gescheiterten Fluchtversuch ebenfalls keinen Hut auf dem Kopf und war auch sonst identisch gekleidet, sodass die Flucht schon zu diesem Zeitpunkt per Zufall hätte gelingen müssen. Erklären ließe sich dieses Phänomen damit, dass es auf den absichtlichen Akt des Zurücklassens im Unterschied zum einfachen Vergessen ankommt.
Im Film verzaubert Zwackelmann den Räuber Hotzenplotz in einen Gimpel. In ornithologischer Betrachtung ist dieses Exemplar eines Gimpels im Film jedoch ein Weibchen. 
Im Film wird Hotzenplotz nicht wie im Buch ins Spritzenhaus gesperrt, sondern gleich in ein Gefängnis, obwohl er in der Fortsetzung „Neues vom Räuber Hotzenplotz“, genau wie in der Buchvorlage, aus dem Spritzenhaus ausbricht, außerdem sagt Hotzenplotz am Fenster des Gefängnisturms "es riecht nach frischen Bratwürschten", ob es sich dabei um eine Anspielung auf Neues vom Räuber Hotzenplotz handelt, wo Bratwürste (mit Sauerkraut) vorkommen, ist unklar.
Auf der DVD und Bluray-Disc des Filmes befindet sich, neben der deutschen Version, auch eine Sprachfassung auf Schweizerdeutsch.

## Kritik
- Lexikon des internationalen Films: „Die Verfilmung des bekannten Kinderbuches ist redlich um Humor und Charme bemüht, kommt aber doch recht plump und schwerfällig daher.“[1]
- Fischer/Hembus (S. 240) bemängeln, dass die uninspirierte Inszenierung des Films den Genuss, der dem Kinofan durch die Star-Besetzung mit Fröbe, Carstens und Meinrad bereitet werden sollte, wieder erheblich einschränke.
- Das Heyne Filmlexikon (1996) kritisierte: „Man mag von Otfried Preußlers Kinderbüchern halten, was man will, dieser Film in seiner phantasielosen Inszenierung und mit hemmungslos chargierenden Darstellern ist ihm jedenfalls gleichwertig.“